# Wang Cheng-Pang
Wang Cheng-Pang (12 de enero de 1987) es un deportista taiwanés que compitió en tiro con arco, en la modalidad de arco recurvo.
Participó en tres Juegos Olímpicos de Verano entre los años 2004 y 2012, obteniendo una medalla de plata en Atenas 2004 en la prueba por equipo. Ganó una medalla de bronce en el Campeonato Mundial de Tiro con Arco al Aire Libre de 2007.

## Palmarés internacional
| Juegos Olímpicos                 | Juegos Olímpicos   | Juegos Olímpicos  | Juegos Olímpicos |
| Año                              | Lugar              | Medalla           | Prueba           |
| -------------------------------- | ------------------ | ----------------- | ---------------- |
| 2004                             | Atenas (Grecia)    | Medalla de plata  | Equipo           |
| Campeonato Mundial al Aire Libre |                    |                   |                  |
| Año                              | Lugar              | Medalla           | Prueba           |
| 2007                             | Leipzig (Alemania) | Medalla de bronce | Equipo           |